# Нуръял (Моркинский район)
 Нуръял  — деревня в Моркинском районе Республики Марий Эл. Входит в состав городского поселения Морки.

## География
Находится в юго-восточной части республики Марий Эл на расстоянии менее 2 км по прямой на северо-запад от районного центра посёлка Морки.

## История
Известна с 1795 года как первом выселке Кожлояр из деревни Ерамор (Ельник) с 14 дворами, здесь проживали государственные крестьяне, мари. В 1859 году в околотке Нуръял числилось 18 дворов, проживали 105 человек. В 1886 году тут было 16 дворов, проживало 77 человек, в 1897 году. 130 человек. В начале XX века в деревне находилось 26 дворов, проживали 120 человек. В 2003 году оставалось 60 хозяйств. В советское время работали колхозы «6-й съезд Советов» и «Новый путь».

## Население
Население составляло 164 человека (мари 99 %) в 2002 году, 160 в 2010.